# La Basquaise
 (août 2025).
Si vous disposez d'ouvrages ou d'articles de référence ou si vous connaissez des sites web de qualité traitant du thème abordé ici, merci de compléter l'article en donnant les références utiles à sa vérifiabilité et en les liant à la section « Notes et références ».

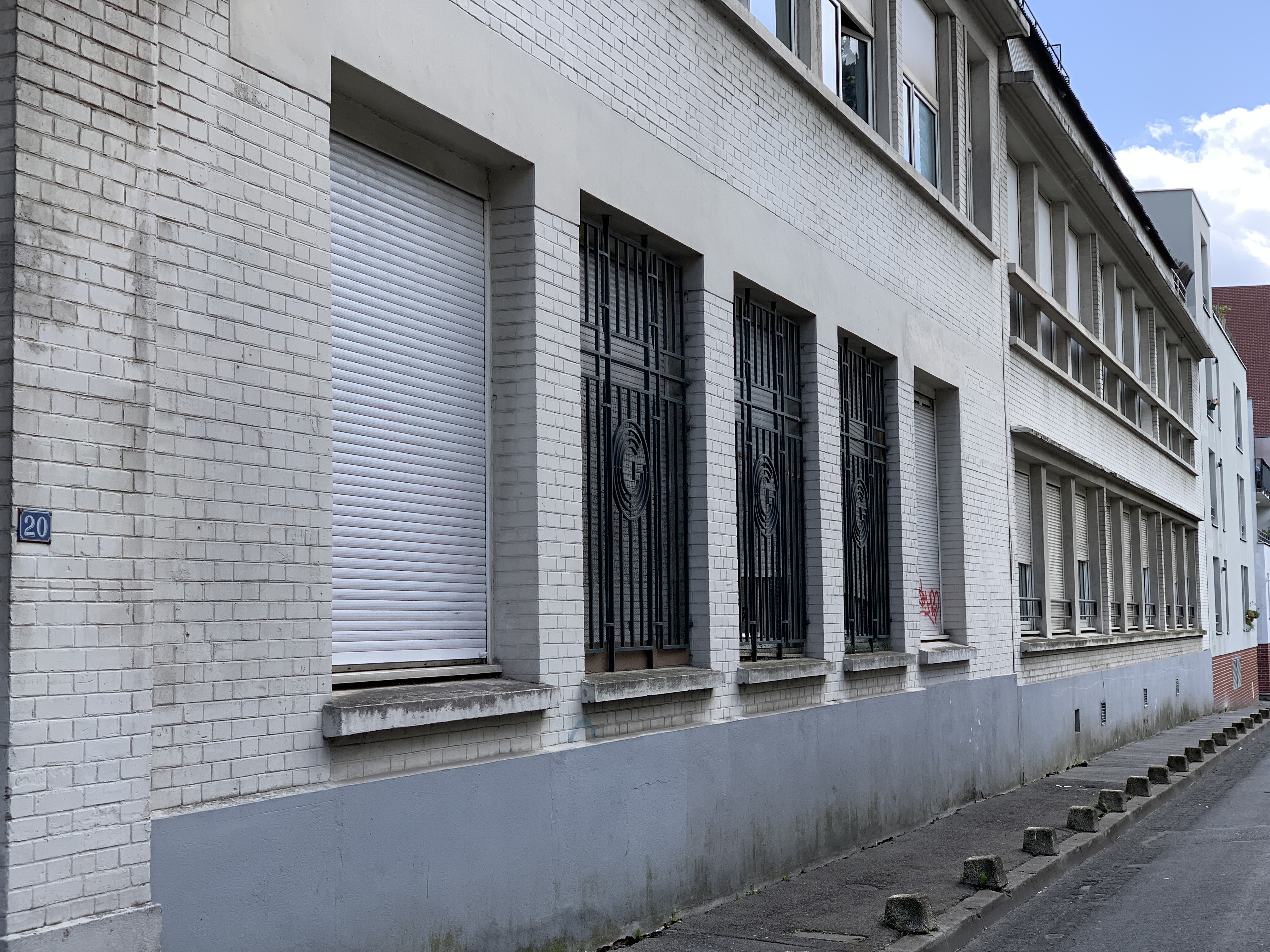
l'usine, on reconnait le G de Gomez sur les fenêtres

L'entreprise La Basquaise est spécialisée dans la biscuiterie, la gaufrette, et les cônes pour glaces. Les frères Gomez ont lancé la fabrication au XXe siècle.
Les bâtiments sont répertoriés dans la base Mérimée. L'ancienne usine La Basquaise de Montreuil date du XXe siècle.

## Historique
Au départ, dans les années 1930, le commerce de la glace dans la rue était difficile. La glace se consommait entre deux gaufrettes. Les frères Gomez eurent l'idée de faire la pâte à gaufre non plus simplement à plat mais en forme de cône. Ce cône fut d'abord roulé, puis moulé. Dans le même temps, ils utilisent un nouvel objet breveté au concours Lépine : la cuillère à glace.
Cette cuillère munie d'une demi-sphère permet de former la boule de glace, elle est aussi munie d'une manette actionnée par le pouce qui permet le démoulage aisé de la boule.
Dans les mêmes années, à Saint-Dizier, deux autres espagnols, les frères Ortiz, créent sur le même créneau de la crème glacée, la société Miko.
- Voir aussi Boxoferrophilie (collection de boîtes en fer)
- Aujourd'hui, le nom « La Basquaise » existe toujours, comme marque déposée, du groupe ESAL (Drôme), leader du marché.

## La gaufre
C'est une pâte simple à base de farine de blé, sucre, beurre, jaune d'œuf. Pour donner de la rigidité à cette sorte de crêpe, elle est coulée dans un moule à caissons. Si les cases sont grosses (plus d'1 cm), c'est une gaufre, si les cases sont fines (moins de 7 mm) c'est une gaufrette, avec ses dérivés : éventails (pâte pliée), cigarettes (pâte roulée), timbales (pâte emboutie)...